# Патриарх Московский и всея Руси
Патриа́рх Моско́вский и всея́ Руси́ (Святе́йший Патриа́рх Моско́вский и всея́ Руси́, церк.-слав. Свѧтѣ́йшїй патрїа́рхъ моско́вскїй и҆ всеѧ̀ рꙋсѝ) — титул предстоятеля Русской православной церкви. В разные периоды истории Церкви использовались разные вариации (редакции) титула: «Патриарх Московский и всея Русии», «Патриарх Московский и всея России», «Патриарх Московский и всея великия и малыя и белыя России» и другие. Титул «Патриарх Московский и всея Руси» используется историками для обозначения всех патриархов. При избрании на патриарший престол митрополита Сергия (Страгородского) в 1943 году стал официальным титулом.
Являясь правящим архиереем Московской епархии, состоящей из города Москвы, патриарх Московский и всея Руси, кроме того, в соответствии с уставом РПЦ, обладает рядом общецерковных полномочий в рамках поместной Русской православной церкви.
Патриаршество учреждено в Москве в 1589 году: первым патриархом стал Иов. После кончины патриарха Адриана в 1700 году преемник не избирался. Официально упразднено в 1721 году; восстановлено 28 октября (10 ноября) 1917 года решением Всероссийского поместного собора. После восстановления Патриаршества первым патриархом стал Тихон 5 ноября (18 ноября) 1917 года.

## История

### Учреждение Московского патриархата
По избрании Собором русских епископов в Москве в декабре 1448 года на киевский митрополичий престол Ионы (избран и поставлен без предварительного согласования и благословения Константинополя) последующие митрополиты, пребывавшие в Москве, титуловались как Московские и всея Руси и избирались и поставлялись собором русских иерархов, каковой порядок не имел благословения Константинопольского патриархата, частью которого де-юре оставалась Русская церковь. Стремление Москвы к закреплению своей церковной независимости и возвышению статуса московской кафедры встречало противодействие со стороны греков.
11 июля 1588 года в Москву за милостынею прибыл Константинопольский патриарх Иеремия II. Русское правительство во главе с Борисом Годуновым решило воспользоваться его прибытием и сразу решить вопрос об учреждении патриаршества в Москве лично с ним. Иеремия был встречен с большими почестями и размещен на Рязанском подворье; спустя 5 дней принят царём Феодором Иоанновичем, одарён серебром, деньгами, соболями. В ходе последовавших переговоров с Борисом Годуновым выяснилось, что патриарх не готов обсуждать договоренности 1586 года московского правительства с Антиохийским патриархом Иоакимом об учреждении Патриаршества и приехал только «ради милостыни на церковное строение». Патриарх настаивал, что не может без соборного обсуждения решить такой важный вопрос. Однако, оказавшись фактически под домашним арестом на Рязанском подворье, он пошёл на уступки, предложив Москве автокефалию, подобную той, что имела Охридская архиепископия (с обязательным поминовением Вселенского патриарха за богослужением и получением от него мира), а также был готов сам остаться патриархом в Москве. Но когда Иеремия на это согласился, то ему сообщили, что в качестве патриарха он будет жить не в столице — в Москве при царе, а отдельно — в городе Владимире, но Иеремия соглашался стать русским патриархом только при условии размещения его в Москве. После отказа Иеремии от предложения, от имени царя ему было заявлено, чтобы он благословил быть на Московском патриаршестве митрополиту Московскому Иову. Иеремия вынужден был согласиться на требование царя; кроме того, он признал право за русскими и впредь самим выбирать и поставлять своего патриарха, а также дал обещание способствовать о признании русского патриаршества всеми восточными патриархами.
17 января 1589 года Феодор Иоаннович созвал боярскую думу вместе с церковным Собором; царь объявил, что Иеремия не желает быть патриархом во Владимире и он решил просить у патриарха благословения на поставление Иова в патриархи града Москвы. В тот же день была собрана Дума с Освященным Собором и царь обратился к Иову, испросив у митрополита мнение относительно учреждения Патриаршества. Иов ответил, что он вместе со всеми архиереями и Освященным Собором «положили на волю благочестивого государя царя и великого князя». Чин избрания и поставления патриарха была составлен на основе чина Патриаршего поставления в греческой Церкви и русского чина митрополичьего поставления 1564 года: в греческом чине русскую сторону не устроило отсутствие повторной (а в случае с патриархом Иовом третьей) епископской хиротонии (повторение хиротонии было принято на Руси при перемещении архиерея с кафедры на кафедру). 23 января в Успенский собор прибыли Иеремия и члены Освященного Собора, за исключением митрополита Иова; было совершено избрание 3 кандидатов на Патриаршество. Затем все участвовавшие в избрании архиереи во главе с Иеремией прибыли во дворец, где патриарх доложил царю о кандидатах, и Феодор Иоаннович выбрал Иова. Затем избранного патриарха Московского призвали во дворец, где состоялось наречение Иова в патриархи. В Успенском соборе Иеремия и нареченный патриарх Иов отслужили краткий молебен. Поставление Иова на патриарший престол происходило в Успенском соборе Московского Кремля 26 января 1589 года: патриарх Иеремия с сонмом архиереев совершил над Иовом полную архиерейскую хиротонию.
По словам Иерофея, митрополита Монемвасийского, патриарх Иеремия согласился учредить патриаршество на Руси против его желания и был обманут русскими. По мнению партии патриотов-греков, представителем которой явился в Москве Иерофей, патриаршество в России было учреждено единственно благодаря тому обстоятельству, что относительно Иеремии были употреблены в Москве самые неблаговидные средства, чтобы заставить его посвятить патриарха из русских, именно — хитрость и отчасти просто насилие.
Учреждение московского патриаршества было подтверждено соборами в Константинополе в 1590 и 1593 годах, о чём в Москву были посланы грамоты.
Значительную роль в исходатайствовании решения восточных патриархов сыграл Борис Годунов, фактически управлявший тогда Русским царством при царе Феодоре Иоанновиче. Единоличные действия патриарха Иеремии в Москве вызвали реакцию на православном Востоке: крайне резко возражал против них, оспаривая их законность, авторитетный канонист и богослов Мелетий Пигас, ставший в 1590 году (после собора в Константинополе) Александрийским патриархом. Он был убеждён, что действия Иеремии в Москве были обусловлены насилием и хитростью со стороны русских. Тем не менее, позже он был в числе подписавших грамоту 1593 года (на грамоте 1590 года подпись александрийского патриарха отсутствовала, ввиду междупатриаршества).
В Уложенной грамоте 1589 года, в частности, декларировалась известная по более ранним источникам концепция Москвы (точнее, «Росийского царствия») как «Третьего Рима»: «<…> Великое Росийское царствие, Третей Рим, благочестием всех превзыде». Примечательно, что грамота, составленная в царской канцелярии, упоминала о согласии всех восточных патриархов на учреждение в Москве патриаршества, что на тот момент не соответствовало действительности.
Желание московского правительства было в том, чтобы Московский патриарший престол занял третье, после Вселенского и Александрийского патриархов, место в диптихе, но такое требование было отвергнуто. Московскому патриарху было усвоено пятое место в диптихе, после патриарха Иерусалимского. Соборная грамота 1590 года, которую в следующем году привёз в Москву Тырновский митрополит Дионисий и 20 июня вручили царю, гласила (по русскому переводу того времени): «Пишем и объявляем чрез сию соборную грамоту, первое исповедаем и совершаем в царствующем граде Москве поставленье [на полях: рукоположение] и патриаршеское именованье поставленнаго господина Иева по сем совершаем и для того посылаем как пишем патриаршескую грамоту и пишем о всем явственно и изволили собором да поставленный Московский наперед сево господин Иев патриарх именуетца патриархом и почитаетца с ыными патриархи и будет чин на нем и в молитвах после с патриархом с Ерусалимским должная его поминати наше имя [впоследствии исправлено: в молитвах после патриарха Ерусалимского должно нам поминати имя наше] и иных, а в головах и началех держати и почитати апостольский престол Констянтинопольский как и иные патриархи. И то дарованное патриаршескую честь и имя да не токмо патриарху Московскому господину Иеву дано ноне утверждено непоколебимо произволили но и по нем поставляти Московским собором началных властей в патриархи да именуетца сыскав по правилом зачато от патриарха сего Московского господина Иева о Святом Дусе возлюбленному брату и сослужебнику нашего смиренья». Как показали почерковедческие исследования конца XX века, значительная часть подписей иерархов (кроме самого патриарха Иеремии II) на Грамоте 1590 года была поддельной (из 105 подписей участников Собора не менее 70 не подлинны: выполнены не указанными в этих подписях иерархами), что, вероятно, было вызвано спешкой; все подписи на акте Великого Константинопольского собора 1593 года (42 иерарха) — подлинные.
Грамота 1590 года была отвергнута московским правительством ввиду 5-го места в диптихе. 12 февраля 1593 года в Константинополе в присутствии московского посла Г. Афанасьева состоялся новый собор восточных иерархов, в котором участвовали патриархи Константинопольский, Александрийский (временно управлявший также Антиохийской кафедрой) и Иерусалимский; собор признал законность учреждения в России патриаршества и подтвердил 5-е место Московского патриарха. Доставленный в Москву акт был признан московским правительством.

### Порядок избрания и положение в государстве в первый патриарший период
Выбор патриарха в XVI—XVII веках в Москве был исключительно предоставлен усмотрению и воле правителя, церковный же собор лишь подтверждал выбор госуда́ря (царя), что имело место в отношении первых патриархов: Иова; Игнатия, выбранного Лжедмитрием I; Гермогена, выбранного Василием Шуйским, вновь Игнатия, выбранного, Семибоярщиной, и далее такой порядок был на протяжении всего первого патриаршего периода, так как первоиерархов, включая патриарха, и всех вообще епископов в России выбирал только государь, а не церковный собор. По предположению, сделанному церковным историком Николаем Каптеревым в начале XX века, фактическая процедура избрания патриарха была следующей: «царь, заранее наметивши известное лицо в патриархи, сообщал об этом, до собрания собора, одному или нескольким архиереям, которые на соборе обязательно и вносили в число кандидатов указанное царем лицо, а к нему, ради соблюдения формальности, присоединяли еще двух лиц, и этих трех, кандидатов собор представлял государю с тем, чтобы он выбрал из них одного по своему усмотрению. Понятно, что государи всегда избирали то именно лицо, какое они уже ранее предназначили в патриархи, благодаря чему и получалось такое впечатление, как будто в патриархи избирал собор купно с государем, тогда как в действительности избирал только один государь. Все дело соборов в этих случаях состояло в том, чтобы соборно признать и церковно поставить в патриархи то именно лицо, которое изберет государь.» Каптерев так объясняет, почему́, по его мнению, «русские епископы даже сами так решительно отказывались от соборного избрания патриархов и предоставляли это дело всецело государю и его боярской думе»: «Московский патриарх был тогда слишком важное, видное и влиятельное лицо, не только церковное, но и государственное. Он был одним из самых близких к царю лиц, с которым государь советовался как о делах церковных так и государственных. Царь и патриарх виделись почти постоянно, так как царь обязательно присутствовал на всех торжественных патриарших службах.»
Совершенно особое по степени влияния на государственные дела положение занимал патриарх Филарет Никитич (1619—1633), родитель первого царя из боярского рода Романовых, бывший соправителем своего сына с титулом Великий Государь и выступивший инициатором созыва Земского собора, а также иных государственных начинаний. Патриарх Иоаким (1674—1690) был одним из наиболее влиятельных государственных деятелей Русского царства того периода и сыграл важную роль в провозглашении в апреле 1682 года малолетнего Петра Алексеевича царём в обход его старшего брата и в победе Петра в его противостоянии со своею сестрой летом-осенью 1689 года, пребывая в Троицком монастыре вместе с юным царём.
Избрание патриарха Иосифа в 1642 году, в царствование Михаила Фёдоровича, проводилось по жребию, то есть патриарха действительно, а не формально избирали из 6-и кандидатов, предложенных царём. Последний досинодальный патриарх Адриан был избран в 1690 году в соответствии с желанием своего предшественника и при поддержке царицы Наталии Кирилловны — вопреки воле царя Петра, желавшего видеть на престоле всесторонне образованного Псковского мирополита Марекелла.
Примечательной особенностью поставления Московских патриархов до Никона (1652—1666) включительно было то обстоятельство, что, как и ранее поставление автокефальных Московских митрополитов, по не вполне ясным причинам оно сопровождалось не только чином интронизации (настолования), но и совершением над поставляемым полного последования архиерейского рукоположения (хиротонии) — даже если до своего избрания на Московскую кафедру он уже был епископом, что противоречило церковным канонам и учению о та́инствах. Кроме того, от прочих восточных патриархов русские патриархи, как и прежде автокефальные митрополиты, отличались тем, что при них не было постоянного действующего собора (синода) как органа общецерковного управления поместной Церкви; высшим органом власти в Русской церкви при патриархах оставались Освященные соборы.

### Упразднение при Петре I
По смерти в 1700 году патриарха Адриана царь Пётр I не созвал собор для избрания нового патриарха (инициатива созыва соборов в течение первого патриаршего периода всегда исходила от царя) и, по прошествии 20 лет местоблюстительства назначенного его указом Стефана Яворского, учредил Духовную коллегию, вскоре переименованную в Святейший правительствующий синод. Последний был государственным органом, исполнявшим функции общецерковного управления с 1721 по январь 1918 года, — с императором (до 2 марта 1917 года) в качестве «крайнего Судии сей Коллегии». В последовавший так называемый синодальный период органы церковно-административного управления в России рассматривались и как учреждения государственного управления.

### Восстановление в 1917 году
Патриаршество в Православной российской церкви было восстановлено решением проходившего в Москве Всероссийского поместного собора 28 октября (10 ноября) 1917; первым патриархом в послесинодальный период был избран Тихон (Беллавин), митрополит Московский.

## Исторические редакции титула и богослужебного поминовения
В дониконовское время наименование страны в титуле выглядело как Русия; в конце XVII века — Россия (на греческий манер). Полная титулатура допетровских патриархов содержала титул и всех северных стран Патриарх. В Уложенной грамоте 1589 года (написанной на русском языке московскими писцами) первый патриарх московский Иев (Иов) именовался различно: «святейший Патриарх царствующаго града Москвы и Великаго Росийскаго царствия» и «Патриарх царствующаго града Москвы и всеа Русии».
Патриарх Никон полностью подписывался как Божиею милостию великий господин и государь, архиепископ царствующаго града Москвы и всеа великия и малыя и белыя Росии и всеа северныя страны и помориа и многих государств Патриарх.
На гробнице последнего досинодального патриарха Адриана в Успенском соборе Московского Кремля титул его выглядит как Архиепископ Московский и всея России и всех северных стран Патриарх.

Патриарх Тихон (Беллавин) (1917—1925) носил титул Московский и всея России. 8 декабря 1917 года собор Православной российской церкви принял «Определение о правах и обязанностях Святейшего Патриарха Московского и всея России», которое гласило: «1. Патриарх Российской Церкви есть Первоиерарх ея и носит титул „Святейший Патриарх Московский и всея России“. <…>».
Современная редакция титула — Святейший Патриарх Московский и всея Руси — использовалась в древности и была при избрании на патриарший престол митрополита Сергия (Страгородского) в 1943 году выбрана самим Сергием и одобрена Председателем Совета народных комиссаров И. В. Сталиным.
По мнению Владислава Цыпина, причиной перемены титула с «Патриарх Московский и всея России» на «Патриарх Московский и всея Руси» был факт, что «Россией» в СССР называлась только часть страны; а слово «Русь» несло ассоциацию с Киевской Русью, в которой предки православных русских, украинцев и белорусов были единым народом; слово «Русь» поэтому обозначало бо́льшую территорию, чем «Россия».
Титулование московского патриарха святейший отмечено уже начиная с Иова; в XVII веке между этим эпитетом и именем нередко вставлялось слово кир (греч. κύριος — господин): например, «Святейший кир Иоаким». Титул святейший не признаётся за московскими патриархами древними восточными патриархатами и прежде всего — Вселенским (Константинопольским) патриархатом, который в своих сношениях с Московским патриархатом использует применительно к московскому патриарху титул блаженнейший (греч. Μακαριότης) — как и в отношении прочих патриархов.
В допетровское время титул патриарха обычно содержал также слова «Божиею милостию»; в XX веке эти слова используются только в особых категориях документов: томосах, посланиях восточным патриархам и некоторых других.
Особый интерес представляют почётные именования патриарха великий господин и великий государь: первое в составе богослужебного поминовения патриарха было введено всероссийским поместным собором 17 ноября 1917 года и вызвало протесты и недоумения некоторых в церковной среде; второе возникло из-за того, что патриарх Филарет приходился отцом царю Михаилу Фёдоровичу и был фактическим соправителем. У его преемника патриарха Никона титулование великий государь стало одним из предметов распри между ним и царём Алексеем Михайловичем и было упразднено. Положение об управлении РПЦ от 31 января 1945 года: «Имя патриарха возносится за богослужениями во всех храмах РПЦ <…> по следующей формуле: „О святейшем отце нашем (имя), Патриархе московском и всея Руси“». До того слова «отец» не было.

## Избрание в XX веке и в настоящее время
Процедура избрания предстоятеля автокефальной церкви не определена каким-либо догматическим или каноническим документом и была различна в разные исторические эпохи и в разных поместных церквах. В XX веке в Русской церкви: митрополит Тихон (Беллавин) в 1917 году был избран на московский патриарший престол жребием из трёх предварительно утверждённых Всероссийским поместным собором кандидатов; в последующее время — в период жёсткого государственного контроля над РПЦ — патриархи Сергий (1943), Алексий I (1945), Пимен (1970) были избраны открытым безальтернативным голосованием после соответствующего согласования с государственными органами. Патриарх Алексий II был избран на поместном соборе в 1990 году тайным голосованием, в первом туре которого участвовали три кандидата, утверждённые ранее архиерейским собором, первично рассмотревший 75 кандидатур (причём поместный собор имел право добавить в список из троих новых кандидатов, если они получат поддержку более 50 % голосов членов Поместного собора), а во втором — два кандидата, набравшие большинство голосов в первом туре. Баллотировались митрополиты Ленинградский и Новгородский — Алексий, Ростовский и Новочеркасский — Владимир, Киевский и Галицкий Филарет. В первом туре они получили соответственно 139, 107 и 66 голосов из 318. Во втором Алексий получил 166 голосов из 317, Владимир — 143.
Согласно действующему Уставу от 2000 года, сан патриарха является пожизненным; право суда над патриархом и низложения его, равно как и решение вопроса о его уходе на покой, принадлежит архиерейскому собору (собору епископов).
По освобождении патриаршего престола («в случае кончины Патриарха Московского и всея Руси, его ухода на покой, нахождения под церковным судом или иной причины, делающей невозможным исполнение им патриаршей должности») Священный синод «немедленно» избирает из числа своих постоянных членов местоблюстителя патриаршего престола. «Не позднее шести месяцев по освобождении Патриаршего Престола Местоблюститель и Священный Синод <…> созывают Поместный Собор для избрания нового Патриарха Московского и всея Руси» (ст. 16 главы IV Устава).
Кандидат в патриархи должен быть архиереем РПЦ не моложе 40 лет, обладать «высшим богословским образованием, достаточным опытом епархиального управления».
В 2011 году президиум межсоборного присутствия рассмотрел проект документа «Процедура и критерии избрания Патриарха Московского и всея Руси» и решил разослать его в епархии для получения отзывов и опубликовать с целью дискуссии. Процедура избрания патриарха впервые была детализирована во внутреннем нормативном документе РПЦ — Положении об избрании Патриарха Московского и всея Руси, принятом 5 февраля 2013 года Архиерейским собором РПЦ.
По избрании, по традиции, кандидата вопрошают, а он отвечает примерно по следующей формуле:
«Преосвященнейший митрополит [имя], священный и великий собор призывает твою святыню на патриаршество богоспасаемаго града Москвы и всея России» — «Понеже священный и великий собор судил мене, недостойному, быти в такове служении, благодарю, приемлю и нимало вопреки глаголю».
Патриарх вступает в сан в ходе специальной торжественной церемонии — интронизации, которая проводится через несколько дней после избрания.

## Полномочия и статус в настоящее время
Согласно действующему Уставу РПЦ (от 2000 года с позднейшими поправками), патриарх «имеет первенство чести среди епископата Русской православной церкви и подотчётен поместному и архиерейскому соборам <…> имеет попечение о внутреннем и внешнем благосостоянии Русской православной церкви и управляет ею совместно с синодом, являясь его председателем». Патриарх созывает архиерейские и поместные соборы и председательствует на них, а также несёт ответственность за исполнение их постановлений. Патриарх представляет церковь во внешних отношениях, как с другими церквями, так и со светской властью. В его обязанности входит поддержание единства иерархии РПЦ, издание (совместно с синодом) указов об избрании и назначении епархиальных архиереев, он осуществляет контроль за деятельностью архиереев.
Согласно Уставу РПЦ, «внешними отличительными знаками патриаршего достоинства являются белый куколь, зелёная мантия, две панагии, великий параман и предносный крест». Причём белый куколь является элементом монашеского облачения только предстоятелей Русской церкви. Начиная с патриарха Алексия II стал использоваться Патриарший штандарт.
Патриарх Московский и всея Руси — епархиальный архиерей (правящий епископ) Московской епархии, а также священноархимандрит Свято-Троицкой Сергиевой лавры, управляет всеми церковными ставропигиями.
Официальная резиденция патриарха и синода — Данилов монастырь в Москве (Даниловский вал, 22); рабочая с сентября 1943 года — Чистый переулок, 5 в Москве; летняя резиденция — в Ново-Переделкине (7-я улица Лазенки; бывшая усадьба Колычёвых в селе Спасское-Лукино) Западный административный округ Москвы. Последняя была передана Московской патриархии как подарок по случаю 75-летия патриарха Алексия I в 1952 году.
По сообщениям СМИ, с января 2000 года по распоряжению и. о. президента России Владимира Путина находится под охраной Федеральной службы охраны.

## Хронологический список московских патриархов

### Первый Патриарший период (1589—1721)
| №  | Портрет | Имя (годы жизни)                                    | Мирское имя           | Период правления | Период правления                   | Комментарии |
| №  | Портрет | Имя (годы жизни)                                    | Мирское имя           | Начало           | Конец                              | Комментарии |
| -- | ------- | --------------------------------------------------- | --------------------- | ---------------- | ---------------------------------- | --- |
| 1  |         | Иов (ок. 1525 — 19 июня 1607)                       | Иван                  | 23 января 1589   | июнь 1605                          | Первый патриарх Московский; причислен к лику святителей в 1989 году |
| 2  |         | Игнатий (ок. 1560—1640)                             |                       | 30 июня 1605     | май 1606                           | В Московском патриархате исключается из нумерации патриархов, Ермогену присваивается второй номер и от него ведётся дальнейший отсчет |
| 3  |         | Гермоген (ок. 1530 — 17 февраля 1612)               | Ермолай               | 3 июля 1606      | март 1611                          | |
| 4  |         | Игнатий (ок. 1560—1640)                             |                       | март 1611        | в декабре 1611 года покинул Москву | В Московском патриархате исключается из нумерации патриархов, Ермогену присваивается второй номер и от него ведётся дальнейший отсчет, повторное пребывание Игнатия патриархом в МП не учитывается Патриаршим местоблюстителем с февраля 1612 года до 26 декабря 1613 года был митрополит Ефрем, с 1614 года по 24 июня 1619 года заведовал патриаршими делами митрополит Иона. |
| 5  |         | Филарет (ок. 1553 или 1554 — 1 октября 1633)        | Фёдор Никитич Романов | 24 июня 1619     | 1 октября 1633                     | Отец первого царя из рода Романовых — Михаила Фёдоровича |
| 6  |         | Иоасаф I (? — 28 ноября 1640)                       |                       | 6 февраля 1634   | 28 ноября 1640                     | |
| 7  |         | Иосиф (? — 15 апреля 1652)                          | Игнатий Дьяков        | 27 мая 1642      | 15 апреля 1652                     | |
| 8  |         | Никон (7 мая 1605 — 17 августа 1681)                | Никита Минин (Минов)  | 25 июля 1652     | 12 декабря 1666                    | Низвержен из сана на Большом Московском соборе. После смерти причислен обратно к лику патриархов для поминовения |
| 9  |         | Иоасаф II (? — 17 февраля 1672)                     |                       | 10 февраля 1667  | 17 февраля 1672                    | |
| 10 |         | Питирим (? — 19 апреля 1673)                        |                       | 7 июля 1672      | 19 апреля 1673                     | |
| 11 |         | Иоаким (6 января 1621 — 17 марта 1690)              | Иван Петрович Савёлов | 26 июля 1674     | 17 марта 1690                      | |
| 12 |         | Адриан (2 октября 1637, или 1627 — 16 октября 1700) | Андрей                | 24 августа 1690  | 16 октября 1700                    | Последний Патриарх в Первый Патриарший период |

### Второй Патриарший период (1917 — настоящее время)
| №  | Портрет | Имя (годы жизни)                                        | Мирское имя                   | Период правления           | Период правления                 | Комментарии |
| №  | Портрет | Имя (годы жизни)                                        | Мирское имя                   | Начало                     | Конец                            | Комментарии |
| -- | ------- | ------------------------------------------------------- | ----------------------------- | -------------------------- | -------------------------------- | --- |
| 13 |         | Тихон (19 (31) января 1865 — 7 апреля 1925)             | Василий Иванович Беллавин     | 21 ноября (4 декабря) 1917 | 7 апреля 1925 (7 лет 124 дня)    | По смерти патриарха Тихона, в 1925—1936 годах, Местоблюстителем патриаршего престола был митрополит Крутицкий и Коломенский Пётр (Полянский), находившийся в заключении и не имевший возможности заниматься вопросами церковного управления. |
| 14 |         | Сергий (11 (23) января 1867 — 15 мая 1944)              | Иван Николаевич Страгородский | 8 сентября 1943            | 15 мая 1944 ( 250 дней)          | В 1936—1943 — Местоблюститель патриаршего престола |
| 15 |         | Алексий I (28 октября (9 ноября) 1877 — 17 апреля 1970) | Сергей Владимирович Симанский | 2 февраля 1945             | 17 апреля 1970 (25 лет 74 дня)   | В 1943—1944 — Местоблюститель патриаршего престола |
| 16 |         | Пимен (10 (23) июля 1910 — 3 мая 1990)                  | Сергей Михайлович Извеков     | 2 июня 1971                | 3 мая 1990 (18 лет 335 дней)     | В 1970—1971 — Местоблюститель патриаршего престола |
| 17 |         | Алексий II (23 февраля 1929 — 5 декабря 2008)           | Алексей Михайлович Ридигер    | 10 июня 1990               | 5 декабря 2008 (18 лет 178 дней) | |
| 18 |         | Кирилл (род. 20 ноября 1946)                            | Владимир Михайлович Гундяев   | 1 февраля 2009             | н. в. (16 лет 6 месяцев 6 дней)  | В 2008—2009 — Местоблюститель патриаршего престола |

## Комментарии
1. ↑  Константинопольская патриархия и другие поместные церкви греческой традиции в своих официальных сношениях с Московским патриархом, равно как и всеми иными, исключая Вселенского патриарха, используют титулование «Его Блаженство», «Блаженнейший» (греч. Μακαριώτατος: см., например, Πατριαρχεῖον ῾Ρωσσίας. Архивная копия от 5 апреля 2015 на Wayback Machine: «Ὁ Μακ. Πατριάρχης Μόσχας καί πάσης Ρωσσίας κ. Κύριλλος (14.03.1976), Πρόεδρος Διαρκοῦς Ἱερᾶς Συνόδου τῆς Ἐκκλησίας τῆς Ρωσσίας»; Συλλυπητήριον Γράμμα τῆς Α.Θ.Παναγιότητος, τοῦ Οἰκουμενικοῦ Πατριάρχου κ.κ. Βαρθολομαίου πρός τόν Μακ. Πατριάρχην Μόσχας καί πάσης Ρωσσίας κ. Κύριλλον. Архивная копия от 1 мая 2019 на Wayback Machine) — вместо «Святейший». Титул «Святейший» («Его Божественное Всесвятейшество» — греч. Ἡ Αὐτοῦ Θειοτάτη Παναγιότης) в Константинопольском патриархате используют только применительно к Вселенскому патриарху
2. ↑  Написана от имени освященного собора, состоявшегося в Москве в конце января того же года и называвшего себя «Собором великаго Росийскаго и Греческаго царства».